# Davayé
Davayé é uma comuna francesa na região administrativa de Borgonha-Franco-Condado, no departamento Saône-et-Loire. Estende-se por uma área de 4,17 km². Em 2010 a comuna tinha 804 habitantes (densidade: 192,8 hab./km²).